# Alice av Vergy
Alice of Vergy, född 1182, död 1252, var en hertiginna av Burgund genom sitt äktenskap med hertig Eudes III. Hon var regent i Burgund som förmyndare för sin son Hugo IV från 1218 till 1228.

## Biografi
Alice of Vergy var dotter till Hugo, Seigneur de Vergy, och Gillette de Trainel. Vigseln ägde rum år 1196, som en försoning mellan hennes far och Eudes, som länge legat i konflikt med varandra.

### Regent
Efter makens död 1218 var hon regent som förmyndare för sin omyndige son Hugo IV av Burgund med titeln "Ducissa mater ducis Bourgogne". Hon mottog vasallernas trohetsed till sin son i hans ställe och arbetade för att säkra hans rättigheter. 1225 lyckades hon förhindra ett krig med Dauphine. Hon införlivade Beaune och Chalon genom köp. 1227 signerade hon en allians med Champagne mot Nevers.

### Senare liv
År 1228 blev hennes son myndig och Alice av Vergy avsade sig regentskapet och drog sig tillbaka till sin änkeförläning och ägnade sig åt att agera beskyddare för olika kloster. 1231 noteras att hon åter spelade en politisk roll, då hennes son gav henne uppgiften att agera medlare mellan Vicomte de Dijon och klostret Cîteaux.